# Joseph Barré
Joseph Barré est un homme politique français né le 5 novembre 1836 à Changé (Mayenne) et décédé le 10 février 1893 à Carrières-sur-Seine (Yvelines).
Professeur au collège Chaptal, puis à l'école supérieure de commerce, il est maire de Carrière-Saint-Denis en 1871 et député de Seine-et-Oise de 1885 à 1889, siégeant au groupe de la Gauche radicale.

## Sources
- « Joseph Barré », dans Adolphe Robert et Gaston Cougny, Dictionnaire des parlementaires français, Edgar Bourloton, 1889-1891 [détail de l’édition]